# 24000 Патрікдюфур
24000 Патрікдюфур (24000 Patrickdufour) — астероїд головного поясу, відкритий 10 вересня 1999 року.
Тіссеранів параметр щодо Юпітера — 3,592.